# 삼성 갤럭시 J3 (2016)
삼성 갤럭시 J3 (2016)(Samsung Galaxy J3 (2016))은 삼성 갤럭시 J 시리즈 2016년 모델이다. 2016년 5월 6일 출시되었다.

## 같이 보기
- 삼성 갤럭시
- 삼성 갤럭시 J 시리즈